# Episodi di Shameless (serie televisiva 2011) (undicesima stagione)
L'undicesima e ultima stagione della serie televisiva Shameless, composta da 12 episodi, è stata trasmessa in prima visione assoluta negli Stati Uniti dal canale via cavo Showtime dal 6 dicembre 2020 all'11 aprile 2021.
In Italia la stagione è stata trasmessa da Premium Stories, canale a pagamento della piattaforma Infinity+, dal 13 aprile al 29 giugno 2021. in chiaro è stata trasmessa da Italia 2 dal 3 al 24 ottobre 2021.
Nota: Nell'adattamento italiano, "rednecks" (ovvero la famiglia Milkovich appena trasferitasi nel quartiere dei Gallagher) viene tradotto in "razzisti", quando la traduzione più corretta e generale sarebbe "bifolchi", come già fatto in precedenza negli adattamenti italiani di film e serie TV che usavano e che usano la parola "redneck".
| n° | Titolo originale                                | Titolo italiano                                      | Prima TV USA     | Prima TV Italia |
| -- | ----------------------------------------------- | ---------------------------------------------------- | ---------------- | --------------- |
| 1  | This is Chicago!                                | Questa è Chicago!                                    | 6 dicembre 2020  | 13 aprile 2021  |
| 2  | Go Home, Gentrifier!                            | Va' a casa, Gentrifer!                               | 13 dicembre 2020 | 20 aprile 2021  |
| 3  | Frances Francis Franny Frank                    | Frances Francis Franny Frank                         | 20 dicembre 2020 | 27 aprile 2021  |
| 4  | NIMBY                                           | Fuori dal mio quartiere                              | 10 gennaio 2021  | 4 maggio 2021   |
| 5  | Slaughter                                       | Massacro                                             | 31 gennaio 2021  | 11 maggio 2021  |
| 6  | Do Not Go Gentle Into That Good....Eh, Screw It | Non andartene docile in quella buona... Eh, fanc..o! | 14 febbraio 2021 | 18 maggio 2021  |
| 7  | Two at a Biker Bar, One in the Lake             | Due davanti a un bar per motociclisti e una nel lago | 7 marzo 2021     | 25 maggio 2021  |
| 8  | Canceled                                        | Cancellato                                           | 14 marzo 2021    | 1º giugno 2021  |
| 9  | Survivors                                       | Sopravvissuti                                        | 21 marzo 2021    | 8 giugno 2021   |
| 10 | DNR                                             | Non rianimare                                        | 28 marzo 2021    | 15 giugno 2021  |
| 11 | The Fickle Lady is Calling It Quits             | La donna volubile non ne può più                     | 4 aprile 2021    | 22 giugno 2021  |
| 12 | Father Frank, Full of Grace                     | Padre Frank pieno di grazia                          | 11 aprile 2021   | 29 giugno 2021  |

## Questa è Chicago!
- Titolo originale: This is Chicago!
- Diretto da: Iain B. MacDonald
- Scritto da: John Wells

### Trama
La gentrificazione inizia a colpire Chicago a causa degli effetti della pandemia COVID-19, che porta Kevin e Veronica a dedicarsi alla vendita di prodotti a base di marijuana da quando le ordinanze cittadine hanno chiuso i bar. Lip e Tami stanno affrontando gli effetti finanziari della pandemia, mentre Debbie deve affrontare difficoltà nell'ottenere un lavoro dopo un errore nel registro degli autori di reati sessuali. Carl si sta allenando nell'accademia di polizia per diventare un ufficiale, e gli sposi novelli Ian e Mickey si occupano di problemi di comunicazione sulle loro finanze e altre questioni coniugali. Frank discute i modi per invertire gli effetti della gentrificazione nell'area, fornendo anche la sua versione della storia di Chicago.

## Va' a casa, Gentrifer!
- Titolo originale: Go Home, Gentrifier!
- Diretto da: Silver Tree
- Scritto da: Nancy M. Pimental

### Trama
Carl inizia il suo primo giorno di servizio, ma non ottiene la piena esperienza di essere un agente di polizia, dopo essere stato accoppiato con un partner che evita i conflitti. Frank cambia le regole. Ian cerca di trovare un lavoro a Mickey presso il centro logistico di Amazon, ma dopo che il suo colloquio va male, Mickey pensa a un nuovo piano per portare denaro. Debbie va a fare shopping per la festa del quinto compleanno a tema principessa di Franny, ma esagera.

## Frances Francis Franny Frank
- Titolo originale: Frances Francis Franny Frank
- Diretto da: Jude Weng
- Scritto da: Philip Buiser

### Trama
Al nipote neonato di Tami viene diagnosticato un difetto cardiaco congenito, che porta la sua famiglia a fare sacrifici per pagare i 65.000$ di co-pagamento delle spese. Debbie cerca di destreggiarsi tra genitorialità e lavoro, ma fallisce miseramente in entrambi. Dopo che Mickey cerca di superare Ian per la prima volta, Ian e Mickey discutono sulle loro dinamiche relazionali. Kevin inizia a sfoggiare e mostrare i suoi soldi fatti dal business della cannabis, il che porta a un furto d'auto. Carl ha un nuovo partner che è più interessato alla giustizia di strada rispetto al suo primo addetto alla formazione. Dopo che Frank accompagna Franny alla scuola sbagliata, la porta a fare commissioni di lavoro, ma sembra disorientato.

## Fuori dal mio quartiere
- Titolo originale: NIMBY
- Diretto da: Iain B. MacDonald
- Scritto da: Sherman Payne

### Trama
I Milkovich traslocano accanto a casa dei Gallagher e Frank cerca di escogitare un modo per cacciarli dal quartiere con l'aiuto di Kev e Liam. Lip esce fuori a pranzo con Tami e un suo vecchio professore.

## La donna volubile non ne può più
- Titolo originale: The Fickle Lady is Calling It Quits
- Diretto da: Iain B. MacDonald
- Scritto da: Nancy D. Okan

### Trama
Kev e V si stanno preparando a salutare Chicago a seguito della vendita della loro casa per una cifra importante. Debbie cerca di capire come mai non riesce a mantenere una relazione stabile. Ian cerca di ambientarsi nel West Side utilizzando i servizi del nuovo appartamento e conosce nuovi vicini mentre Mickey non riesce a lasciare il South Side. Lip trova un acquirente per casa Gallagher. Carl viene declassato alla divsione del traffico e cerca di far valere i suoi principi morali per la strada. Intanto, Liam si prende cura di Frank facendo "cose alla Frank" insieme.